# Kis Aton-templom
A kis Aton-templom (Hut-Aton, ḥwt ỉtn – „A Napkorong palotája”) egy templom, melyet Ehnaton fáraó építtetett Aton tiszteletére, akinek kultuszát igyekezett kizárólagossá tenni. A templom az Ehnaton által építtetett új fővárosban, Ahet-Atonban állt, közvetlenül a királyi palota mellett. A templom egyike volt azoknak az építményeknek, melyek emelésére Ehnaton ígéretet tett határkősztéléin; ma ez a legjobb állapotban fennmaradt amarnai templom. Koordináták: é. sz. 27° 38′ 44″, k. h. 30° 53′ 45″27.645556°N 30.895833°E
A város fő templomához, a nagy Aton-templomhoz hasonlóan a kisebbik templom is szakított az egyiptomi templomépítészet hagyományaival: teteje nyitott, hogy besüssön rajta a nap. Területe kb. 127×200 méter, téglafal veszi körül, melyet a homlokzati oldal kivételével minden oldalon támpillérek erősítenek meg. A bejárat a város főútjára, az ún. királyi útra nyílik.
A templomnak három egymást követő udvara volt, mindháromba 15 méter magas, fehérre festett pülónok közt, valamint kétoldalt két kisebb bejáraton át lehetett bejutni. A téglából épült bejárati pülónon két-két zászlótartó rúd volt. Az első udvarban 8,8 méter széles emelkedő vezetett a téglából épült oltárig, melyet 108 kisebb oltár (áldozóasztal) vett körül. Maga az udvar ott terült el, ahol a templom építése előtt egy magas oltár állt. Ezt az udvart követte a második pülón, amin túl újabb udvar terült el, ennek végében a pap háza állt, melynek saját udvara volt oltárral és egy folyosóról nyíló három szobája.
A harmadik pülón magába a szentélybe vezetett, a körülötte elterülő udvarba, melynek déli végében három melléképület állt, csak a mellékajtókon lehetett kijutni. A szentély mészkőből és homokkőből épült, négyszögletes alaprajzú volt, két udvarból állt, mindegyikben egy oltár és áldozóasztalok sora. A második udvarból kis kápolnák nyílnak. Tutu sírjának képeiből úgy tűnik, a szentély mögött fák nőttek.
Mivel a templom közvetlenül a királyi palota mellett fekszik, és feltehetőleg közvetlen összeköttetésben állt a palotával, egy időben feltételezték is, hogy a királyi család magánkápolnájának szánták, de ezt nem támasztja alá bizonyíték; valószínűbb, hogy a fáraó halotti templomának épült – egy vonalban fekszik ugyanis a sírjával.
A templom bejárati pülónja a zászlórúdtartókkal együtt részben fennmaradt. Az 1890-es években Sir William Flinders Petrie kezdte el feltárni. A jelenleg a területen ásató Barry Kemp néhány megmaradt oszlopot rendbehozatott és felállíttatott újonnan emelt talapzatokon; kőtömbökkel a templom eredeti alaprajzát is kirakták.

## Források

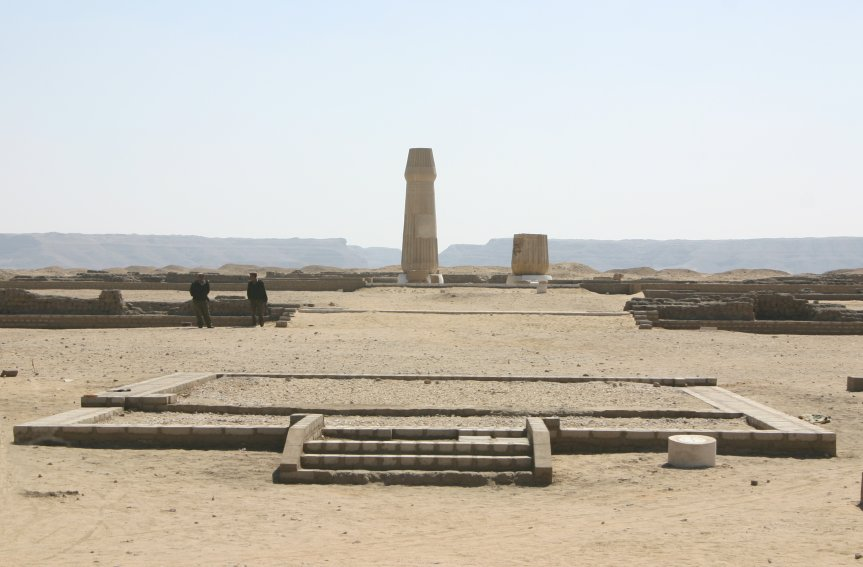
A templom romjai

## Külső hivatkozások
- Jimmy Dunn: The Royal Estate in Central City at Amarna (Ancient Akhetaten) (angolul; képekkel)
- Képek